# فرناندو أوغستين
فرناندو أوغستين (بالإنجليزية: Fernando Augustin) هو منافس ألعاب قوى موريشيوسي، ولد في 25 أبريل 1980.

## وصلات خارجية
- فرناندو أوغستين على موقع الاتحاد الدولي لألعاب القوى (الإنجليزية)
- فرناندو أوغستين على موقع أوليمبيديا (الإنجليزية)
- فرناندو أوغستين على موقع اتحاد ألعاب الكومنولث (مؤرشف) (الإنجليزية)